# 이경민 (미스코리아)
이경민(1990년 1월 31일 ~ )은 대한민국의 2010년 미스코리아 경북 선(善)이다.

## 프로필
- 출생: 1990년 1월 31일
- 신체: 170cm, 48kg, 32-21-36
- 학력: 영남대학교 불어불문학과
- 수상: 2010년 미스코리아 경북 선(善)
- 취미: 다도
- 특기: 외국어 (프랑스어, 영어)

| 미스코리아 경북 선(善) |               |        |
| 2009년                 | 2010년 이경민 | 2011년 |
| 손성민                 | 2010년 이경민 | 이정민 |
|                        |               |        |
|                        |               |        |